# Eddie Rickenbacker
Edward Vernon Rickenbacker (Columbus, Ohio, 1890. október 8. – Zürich, 1973. július 23.) amerikai pilóta, üzletember és autóversenyző. Az első világháborúban 26 légi győzelmével ő volt az Egyesült Államok legsikeresebb ászpilótája, és megkapta a legmagasabb háborús kitüntetést, a Medal of Honort. A háború után autógyártó céget alapított, hosszú ideig irányította az indianapolisi autóversenypályát és légitársaságot üzemeltetett. A második világháborúban diplomáciai és katonai ellenőrző feladatokat végzett a kormánynak, amikor repülőgépe lezuhant ő pedig 24 napig sodródott a tengeren egy gumicsónakban.

## Ifjúsága

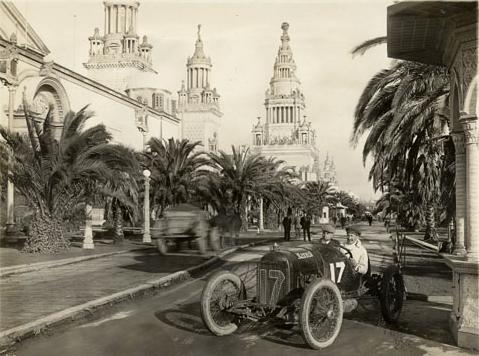
Rickenbacker az 1915-ös Amerikai Nagydíj versenyén San Franciscóban

Edward Rickenbacher 1890. október 8-án született az Ohio-beli Columbusban, svájci német bevándorlók gyermekeként. Kora ifjúságától kezdve rajongott a gépekért és a veszélyért: egyszer majdnem meghalt, amikor barátaival megpróbált csillén lesiklani egy bányába és az felborult. Tizenhárom éves korában apja meghalt (önéletrajzában balesetben, életrajzírója szerint verekedésben) és félbe kellett hagynia a hetedik osztályt, hogy pénzt keressen. Többféle munkát vállalt, lehetőleg olyat, amiben automobilokkal került kapcsolatba. Közben igyekezett képezni magát, levelező szakon szerelőnek tanult. Lelkesen golfozott, de igazi szerelme az autóversenyzés lett. Az első világháború előtt négy alkalommal nevezett be az Indianapolisi 500-ra és ekkor kapta Fast Eddie (Gyors Eddie) becenevét. Miután otthagyta a Peugeot csapatát, 1915-ben a Maxwellhez csatlakozott, majd amikor az felhagyott a versenyzéssel, a Prest-O-Lite csapatának lett a menedzsere és versenyzője.

## Az első világháborúban
A világháború kitörése utáni németellenes hangulat miatt Rickenbacher megváltoztatta a nevét Rickenbackerre és egyúttal középső nevet is választott magának. Több próba után a Vernon lett a végleges neve.
1916-ban Rickenbacker Londonba utazott, hogy egy angol autót szerezzen be az amerikai versenyekre. Származása és egy téves újságcikk miatt az angol titkosszolgálat kémgyanúsnak vélte és ügynökökkel figyeltette tevékenységét.

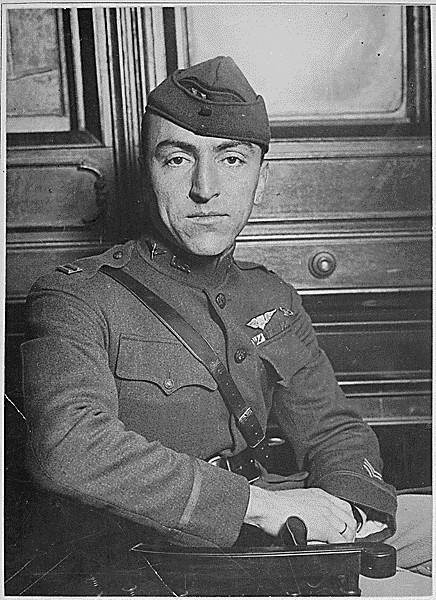
Eddie Rickenbacker 1919-ben

1917-ben az Egyesült Államok hadat üzent Németországnak, Rickenbacker pedig jelentkezett a hadseregbe. 1917. június 26-án főtörzsőrmesterként érkezett meg Franciaországba, hogy kiképezzék a frontszolgálatra. Pilóta szeretett volna lenni, de a pilóták többsége főiskolát végzett, őt pedig szerelői tapasztalata miatt inkább a műszaki állományhoz osztották be az Issoudunban állomásozó 3. kiképzőközpontban. Szabad idejében így is megtanult repülőgépet vezetni, de feljebbvalói igyekezték meggátolni, hogy levizsgázhasson, mert szerelőként kiváló munkát végzett. Rickenbackernek végül sikerült maga helyett képzett munkaerőt találnia és áthelyezték a 94. repülőszázadhoz pilótának. A század ekkor még Nieuport 28-asokkal volt felszerelve, de 1918 őszétől SPAD S.XIII-akat kaptak.
Első légi győzelmét 1918. április 29-én aratta és egy hónap alatt, május 28-ra eljutott az ászpilótai státuszt jelentő öt győzelemig és megkapta a francia Croix de guerre kitüntetést. Két nappal később még lelőtt egy német repülőt, de aztán egy fülgyulladás majdnem véget vetett karrierjének és három és fél hónapig nem ülhetett repülőgépbe. Amikor 1918 szeptemberében újrakezdte szolgálatát, egyből az akkoriban bevezetett új német vadászgépek, a Fokker D.VII-esek  közül lőtt le egyet. Rickenbacker gyorsan emelkedett a ranglétrán, szeptember 24-én már századosként bízták rá a repülőszázad vezetését. A következő napon máris két újabb német repülőgépet győzött le. Októberben 14 újabb légi győzelmet ért el, többségében Fokker D.VII-esek ellen, illetve kilőtt négy megfigyelőballont is. Ezekkel együtt a háború november 11-én megkötött fegyverszünetig Rickenbacker összesen 26 német repülőgépet vagy ballont lőtt le, amivel az Egyesült Államok legeredményesebb vadászpilótájának bizonyult. Eközben mintegy 300 órát töltött bevetésen, többet, mint bármely más amerikai pilóta. Összesen nyolcszor kapta meg a Kiváló Szolgálatért Érdemkeresztet (Distinguished Service Cross); ezek közül 1930-ban Herbert Hoover elnök az egyiket visszavonta és helyette az Egyesült Államok legmagasabb háborús kitüntetésével, a Medal of Honorral jutalmazta Rickenbacker világháborús tevékenységét. Ezen kívül megkapta a francia Becsületrendet is.
1919-ben századosi rangban szerelt le a légierőtől. 

### Igazolt légi győzelmek

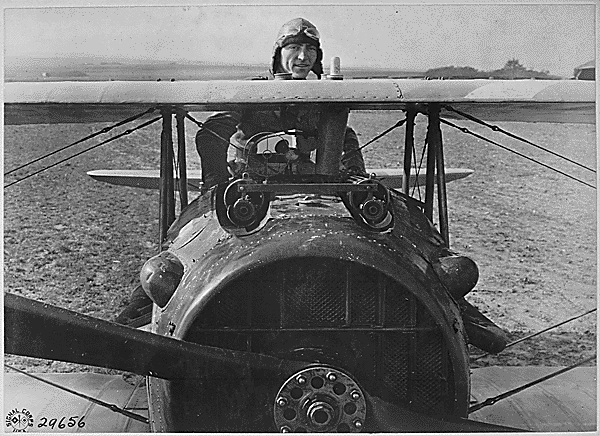
Eddie Rickenbacker SPAD S.XIII típusú gépében

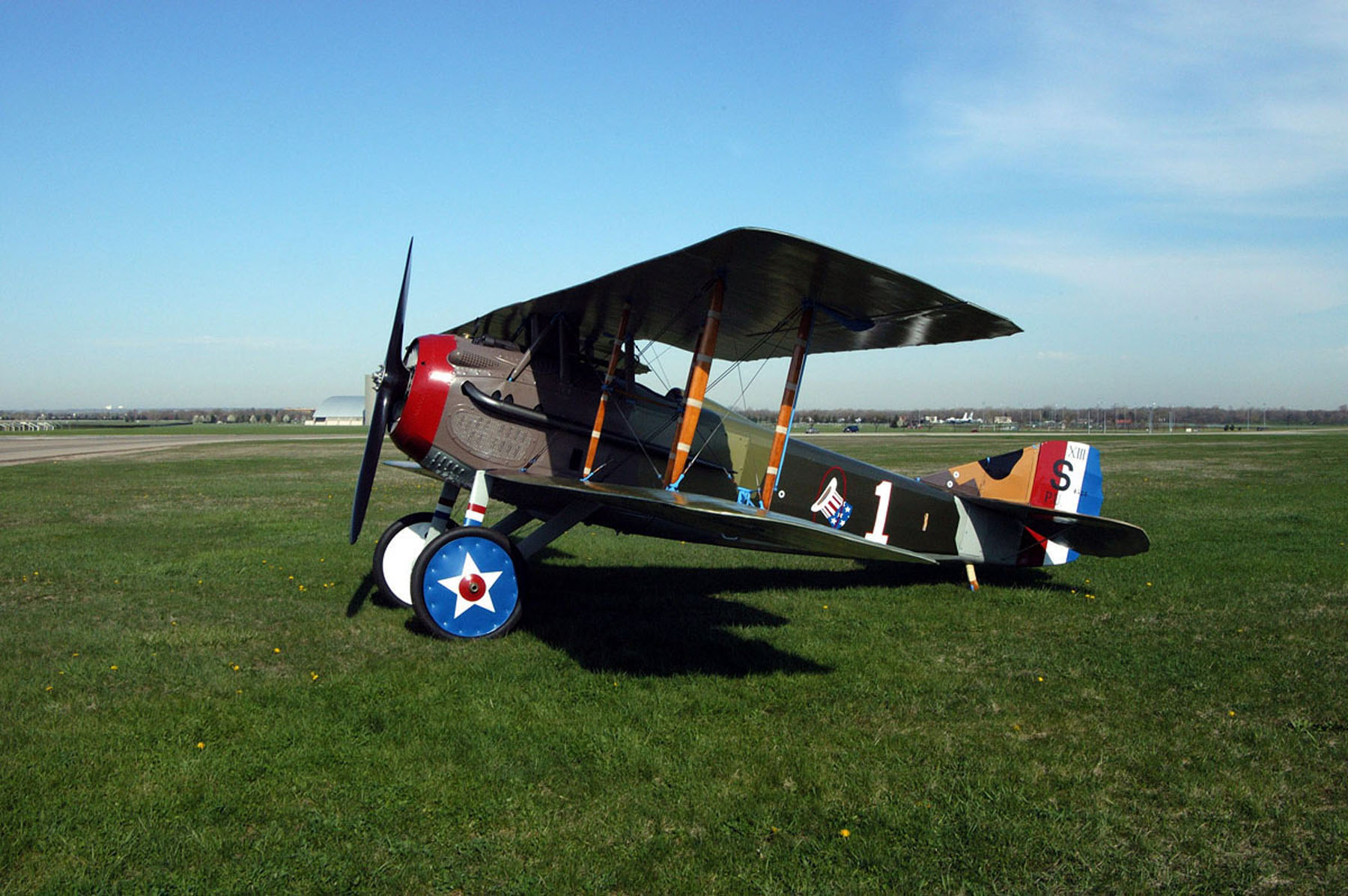
A 94. század színeit viselő SPAD XIII

| #  | Dátum       | Időpont | Repülőgép | Ellenfél      | Helyszín           |
| -- | ----------- | ------- | --------- | ------------- | ------------------ |
| 1  | 1918.04.29. | 18:10   | Nieuport  | Pfalz D.III   | Baussant           |
| 2  | 1918.05.07. | 08:05   | Nieuport  | Pfalz D.III   | Pont-à-Mousson     |
| 3  | 1918.05.07. | 18:24   | Nieuport  | Albatros D.V  | Ribécourt          |
| 4  | 1918.05.22. | 09:12   | Nieuport  | Albatros D.V  | Flirey             |
| 5  | 1918.05.28. | 09:25   | Nieuport  | Albatros C.I  | Bois de Rate       |
| 6  | 1918.05.30. | 07:38   | Nieuport  | Albatros C.I  | Jaulny             |
| 7  | 1918.09.14. | 08:15   | SPAD XIII | Fokker D.VII  | Villecy            |
| 8  | 1918.09.15. | 08:10   | SPAD XIII | Fokker D.VII  | Bois de Warville   |
| 9  | 1918.09.25. | 08:40   | SPAD XIII | Fokker D.VII  | Billy              |
| 10 | 1918.09.25. | 08:50   | SPAD XIII | Halberstadt C | Foret de Spincourt |
| 11 | 1918.09.26. | 06:00   | SPAD XIII | Fokker D.VII  | Damvillers         |
| 12 | 1918.09.28. | 05:00   | SPAD XIII | Ballon        | Sivry-sur-Meuse    |
| 13 | 1918.10.01. | 19:30   | SPAD XIII | Ballon        | Puzieux            |
| 14 | 1918.10.02. | 17:30   | SPAD XIII | Hannover CL   | Montfaucon         |
| 15 | 1918.10.02. | 17:40   | SPAD XIII | Fokker D.VII  | Vilosnes           |
| 16 | 1918.10.03. | 17:07   | SPAD XIII | Ballon        | Dannevoux          |
| 17 | 1918.10.03. | 16:40   | SPAD XIII | Fokker D.VII  | Cléry-le-Grand     |
| 18 | 1918.10.09. | 17:52   | SPAD XIII | Fokker D.VII  | Dun-sur-Meuse      |
| 19 | 1918.10.10. | 15:52   | SPAD XIII | Fokker D.VII  | Cléry-le-Petit     |
| 20 | 1918.10.10. | 15:52   | SPAD XIII | Fokker D.VII  | Cléry-le-Petit     |
| 21 | 1918.10.22. | 15:55   | SPAD XIII | Fokker D.VII  | Cléry-le-Petit     |
| 22 | 1918.10.23. | 16:55   | SPAD XIII | Fokker D.VII  | Grande Carne Ferme |
| 23 | 1918.10.27. | 15:05   | SPAD XIII | Fokker D.VII  | Bois de Money      |
| 24 | 1918.10.27. | 14:50   | SPAD XIII | Fokker D.VII  | Grand Pre          |
| 25 | 1918.10.27. | 16:35   | SPAD XIII | Ballon        | St. Juvin          |
| 26 | 1918.10.30. | 10:40   | SPAD XIII | Ballon        | Remonville         |

## Üzleti tevékenysége
Az első világháború után a híres Rickenbackert felkérte a kormányzat, hogy népszerűsítse a háborús költségek fedezésére kibocsátott Szabadság-kötvényeket. Több filmszerepet is felajánlottak Amerika akkor legismertebb pilótájának (valamivel később ebben felváltotta az Atlanti-óceánt átrepülő Charles Lindbergh), de ezeket visszautasította. Világháborús szerepléséről könyvet írt Fighting the Flying Circus címmel.
1920-ban elindította a Rickenbacker Motor Company autógyártó céget. Több technikai újdonságot bevezetett a versenyzői múltjából, többek között ő alkalmazta először a négykerekes fékeket. A cég azonban veszteséges volt, 1927-re 250 ezer dolláros adósságot halmozott fel és csődbe jutott.
1922-ben feleségül vette az elvált Adelaide Frost Durantot, aki öt évvel idősebb volt nála. Két fiút fogadtak örökbe, David Edwardot 1925-ben, William Frostot pedig 1928-ban.
1927-ben megvásárolta az indianapolisi autóversenypályát, amelyet majdnem másfél évtizedig üzemeltetett és fejlesztett. Az 1941-es 500 mérföldes verseny után bezárta a pályát a második világháborús benzinkorlátozások miatt; 1945-ben pedig túladott rajta.
Az 1920-as években a General Motorsnak is dolgozott, ő volt a Sheridan márkanév kaliforniai disztribútora majd a LaSalle forgalmazója. Amikor a GM megvásárolta a Fokker repülőgépgyártó amerikai leányvállalatát, Rickenbacker kapta meg az egyik alelnöki széket. 1935-től pedig ő lett a szintén GM-tulajdon Eastern Air Transport légitársaság vezetője.
Rickenbacker határozottan ellenezte Franklin Roosevelt elnök 30-as évekbeli New Deal politikáját, ami szerinte nem sokkal volt jobb a szocializmusnál. Ekkor a kormányzat elvette a magántársaságoktól a légiposta szállítását, helyette a hadsereg pilótái hordták szét a küldeményeket. 1938-ban Rickenbacker 3,5 millió dollárért megvette az Eastern Air Transportot. Jelentős fejlesztéseket hajtott végre, az Eastern Air Lines-ra átkeresztelt cég az USA egyik jelentős légitársaságává vált. Sikerült megegyeznie a kormánnyal a légiposta ügyében; új, négymotoros Lockheed Constellation és DC–4 repülőket vásárolt és beszállt az új típusok fejlesztésébe.
1941. február 26-án a társaság egyik DC–3-asával utazott, amikor a gép Atlanta mellett lezuhant. Rickenbacker súlyosan megsérült (koponya-, borda- és csípőtörést, többszörös végtagtöréseket szenvedett) és a roncsok alá szorult. Alig élte túl az esetet, az újságok már a halálhírét keltették.
1935 és 1940 között egy népszerű képregénysorozatot is írt Ace Drummond címmel, amely egy pilóta kalandjairól szólt. A rajzokat hozzá Clayton Knight készítette, aki szintén pilóta volt. A képregényből később filmsorozat és rádiójáték is készült.

## A második világháborúban

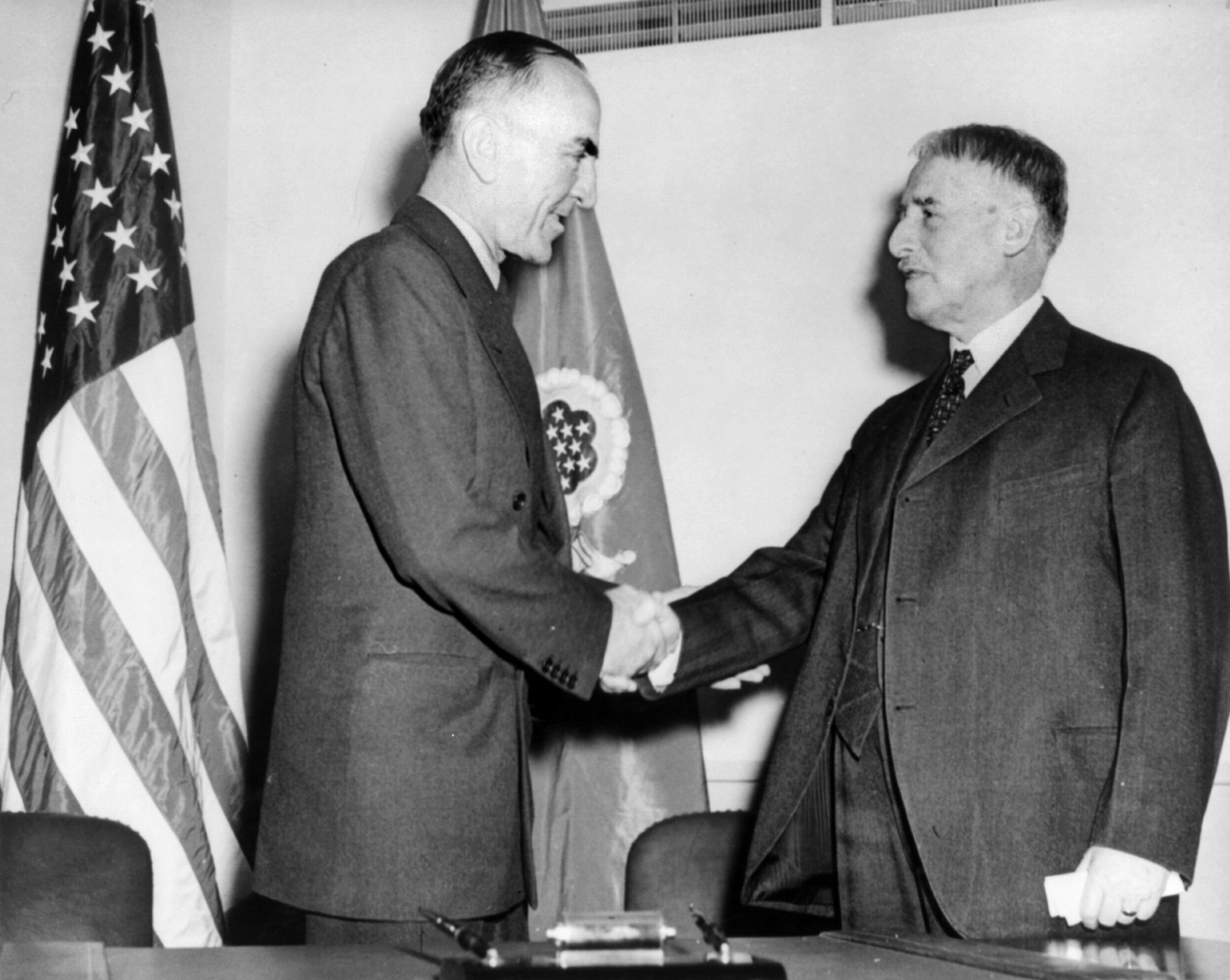
Eddie Rickenbacker (balra) és Henry L. Stimson amerikai hadügyminiszter 1942-ben

Miután az USA belépett a második világháborúba, Rickenbacker támogatta a kormányzat háborús erőfeszítéseit. Előadásokat tartott a kiképzőközpontokban és segítette a hadsereget légitársasága felszerelésével és alkalmazottainak munkájával. 1942-ben a hadügyminiszter megbízásából Angliában tárgyalt. Ugyanezen év őszén a csendes-óceáni erők körülményeinek felmérésére küldték. Hawaii bázisainak végiglátogatása után az óceán déli részére indult egy B-17-es bombázóban. A repülőgép eltévedt, nem érte el a Kanton-szigeten elhelyezett feltöltőállomást és kénytelen volt leszállni a tengerre. Rickenbacker, barátja, Hans Adamson százados és a repülőgép személyzete 24 napig hányódott a tengeren felfújható gumicsónakjaikban, eközben az esővízen és halon éltek, amiket egy megfogott sirályt csalinak használva horgásztak ki. Közel egy hónap után, november 13-án talált rájuk a haditengerészet egyik hidroplánja, amikor az újságok már a halálukról cikkeztek.
1943 tavaszán és nyarán Rickenbacker a kormány megbízásából a Szovjetunióba utazott, hogy felmérje az ottani állapotokat és hogy milyen jellegű  amerikai segítségre van leginkább szükségük. Egyiptomon, Indián és Kínán keresztül utazott. A Szovjetunióban megismerkedett a háborús viszonyokkal, a szigorú élelmiszerelosztási rendszerrel és barátságot kötött a felsővezetés tagjaival (mint kiderült az egyik magas rangú katonatisztet a házában látta vendégül 1937-ben). Látogatásakor kezdődött el a kurszki csata. Meglátogatott egy Iljusin-2 vadászgépeket gyártó üzemet, azonban nem szándékosan elárulta a titkosnak számító B–29 Superfortress program létezését. Útjáról beszámolt Winston Churchillnek, de Roosevelt – korábbi hűvös viszonyuk miatt – nem találkozott vele személyesen. Világháborús diplomáciai tevékenységéért megkapta a polgári személyeknek adományozott Medal for Merit kitüntetést.

## Kései évei
A háború után egy időben az Eastern Air Lines volt a legjövedelmezőbb amerikai légitársaság. Csillaga később azonban leáldozott, Rickenbacker 1959-ben lemondott a vezérigazgatói posztról és négy évvel később, 73 évesen otthagyta a felügyelőbizottságot is. Idejét utazással, előadások tartásával, emlékiratai megírásával töltötte.
Rickenbacker 1973-ban svájci tartózkodása alatt agyvérzést kapott, amihez a kórházban tüdőgyulladás társult és július 23-án Zürichben meghalt. Felesége négy évvel később, 92 éves korában öngyilkos lett.

## Kitüntetései
- Medal of Honor

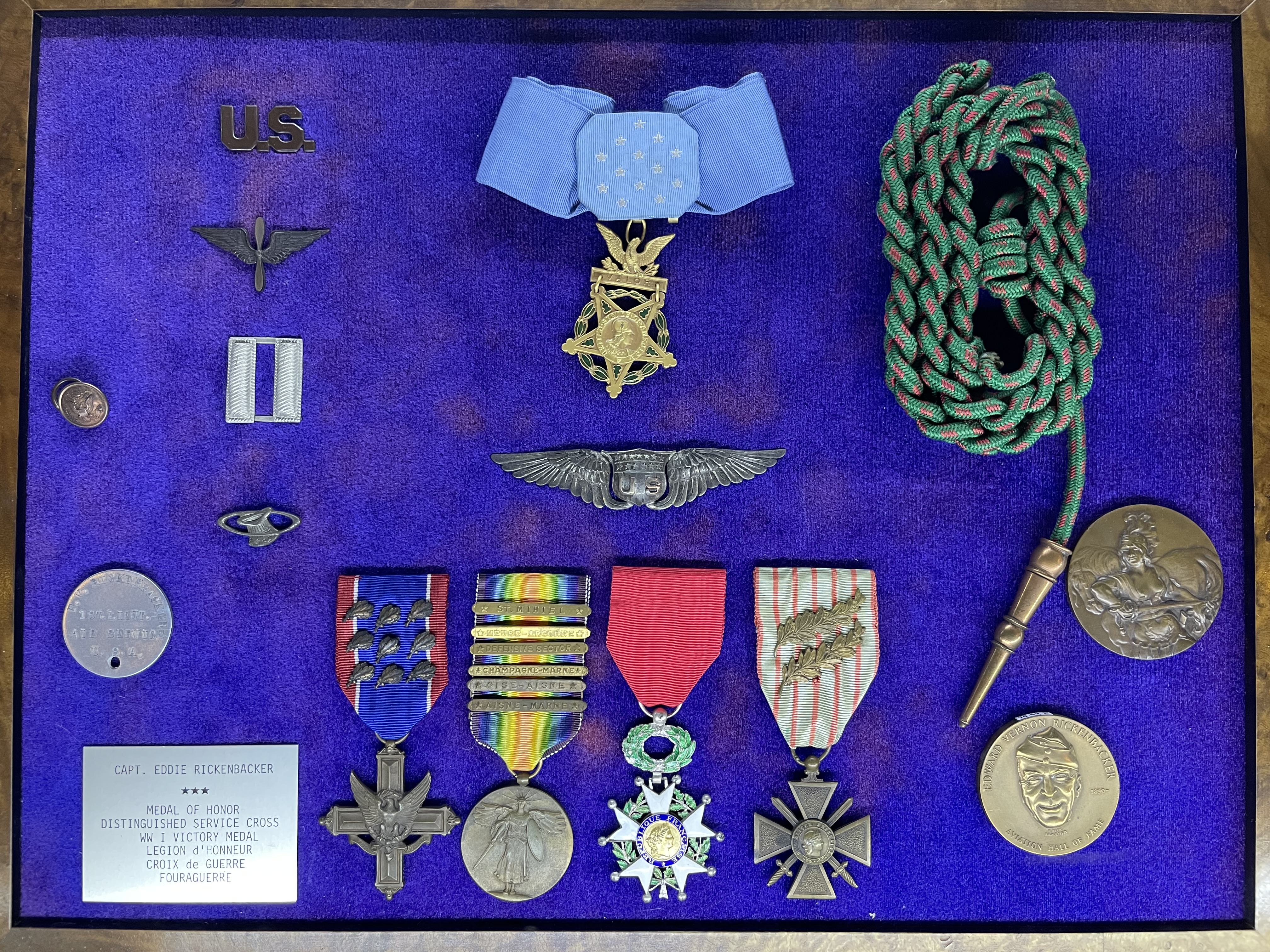
Rickenbacker kitüntetései a San Diegó-i Repülési Múzeumban

- Distinguished Service Cross (hétszer)
- Első Világháborús Győzelmi Érem
- Croix de guerre két bronzpálmával
- Becsületrend
- Medal for Merit
- Tony Jannus-díj a polgári repülés elősegítéséért

## Fordítás
- Ez a szócikk részben vagy egészben  az   Eddie Rickenbacker című angol Wikipédia-szócikk ezen változatának fordításán alapul.  Az eredeti cikk szerkesztőit annak laptörténete sorolja fel. Ez a jelzés csupán a megfogalmazás eredetét és a szerzői jogokat jelzi, nem szolgál a cikkben szereplő információk forrásmegjelöléseként.